# Codex Villarensis
 (août 2019).
Si vous disposez d'ouvrages ou d'articles de référence ou si vous connaissez des sites web de qualité traitant du thème abordé ici, merci de compléter l'article en donnant les références utiles à sa vérifiabilité et en les liant à la section « Notes et références ».
Le Codex Villarensis (angl. ou néérl. : Dendermonde Codex) aussi mentionné parfois par Villarenser Kodex, Codex Termonde ou encore codex 9 de l'Abbaye de Termonde, est un manuscrit remarquable contenant Symphonia harmoniae caelestium revelationum d'Hildegarde de Bingen.

## Histoire
Ce manuscrit de valeur est conservé dans un monastère du XIXe siècle parce qu'il a été transmis par plusieurs autres monastères de l'ordre des Bénédictins. Certains historiens pensent qu'il fut d'abord envoyé à l'abbaye belge de Villers d'où le nom Villarensis. Il partit à l'Abbaye de Gembloux et finalement il arriva à la très connue Abbaye d'Affligem dont les moines furent chassés en 1796. En 1869/70, l'abbaye d'Affligem fut rétablie, mais la collection remarquable ne suivit pas et fut gardée à l'abbaye de Termonde jusqu'à aujourd'hui. Le Codex de Termonde est considéré comme le plus remarquable de la bibliothèque et possède une notoriété mondiale.
En août 2017, l'abbaye a confié le manuscrit à la bibliothèque de la Faculté de théologie de l' Université catholique de Louvain pour sa conservation.

## Le Manuscrit

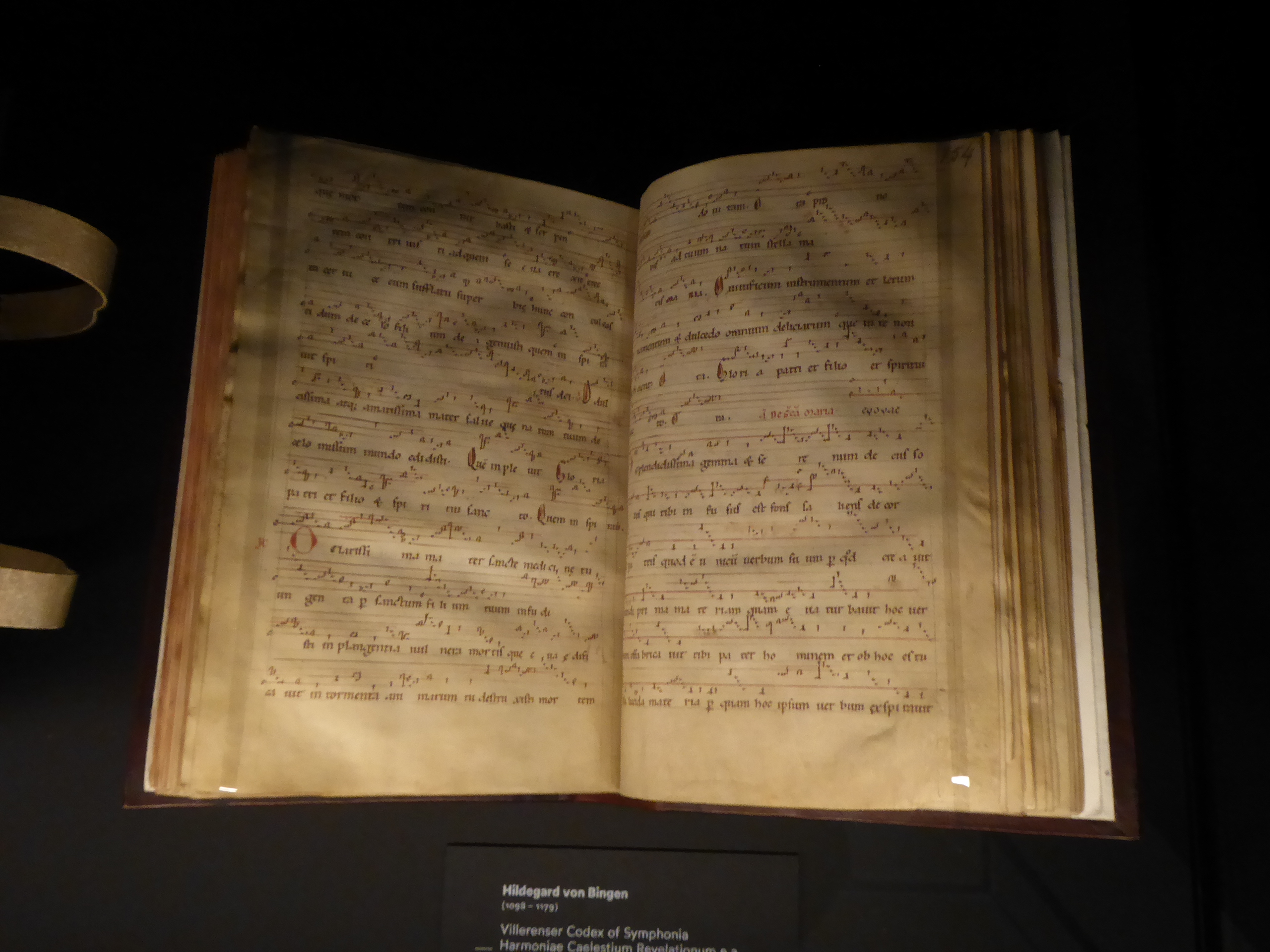
Hildegard von Bingen, Symphonia Harmoniae Caelestium Revelationum" ou "Dendermonde Codex", manuscrit réalisé entre 1163 et 1175.

La collection de chansons contenue dans le codex a été appelée par Hildegarde Symphonia Harmoniae Caelestium Revelationum.
Le manuscrit actuel est incomplet car plusieurs folios sont manquants. Néanmoins, il en contient encore 183, faits de parchemin, contenant 60 psaumes et cantiques en l'honneur du Père et du Fils. Il est daté d'environ 1176. Il est considéré comme un des travaux majeurs d'Hildegarde de Bingen. 

### Compositions
1. O frondens Virga
2. O splendissima gemma
3. Ave Maria, o auctrix vite
4. O eterne Deus
5. O clarissima mater
6. O gloriosissimi lux
7. Cum processit factura digiti Die
8. O tu suavissima virga